# 320-я истребительная авиационная дивизия
320-я истреби́тельная авиацио́нная диви́зия ПВО (320-я иад ПВО) — соединение Военно-Воздушных сил (ВВС) Вооружённых Сил РККА, принимавшее участие в боевых действиях Великой Отечественной войны, выполнявшее задачи ПВО.

## Наименования дивизии
- 320-я истребительная авиационная дивизия;
- 320-я истребительная авиационная дивизия ПВО;
- Войсковая часть (Полевая почта) 65384.

## История и боевой путь дивизии
320-я истребительная авиационная дивизия сформирована 9 июня 1943 года в Москве в составе 1-й воздушной истребительной армии ПВО Московского фронта ПВО с задачей прикрывать Москву и военно-промышленные объекты в границах района ответственности Переславль-Залесский — Кимры — Дмитров — Хими — Кунцево — Монино — Воскресенск — Луховицы — Спас-Клепики — Юрьев-Польский. В состав дивизии вошли 5 полков:
- 12-й гвардейский истребительный авиационный полк ПВО на самолётах Як-9 и МиГ-3 — Центральный аэродром имени Фрунзе ;
- 16-й истребительный авиационный полк ПВО на самолётах Спитфайр и МиГ-3 — Люберцы;
- 126-й истребительный авиационный полк ПВО на самолётах Ла-5 — Чкаловский;
- 429-й истребительный авиационный полк ПВО на самолётах Як-1 и Як-7 — Раменское;
- 488-й истребительный авиационный полк ПВО на самолётах Киттихаук и МиГ-3 — Монино.

С 15 августа управление дивизии перебазировано в Люберцы. На момент формирования в дивизии насчитывалось 120 самолётов и 123 летчика, а 1 августа 1944 года уже 188 самолётов и 160 летчиков. За период боевых действий под Москвой с 9 июня 1943 года по 28 июля 1944 года дивизия выполнила 598 боевых вылетов, сбила 10 самолётов противника типа Ju-88 в районах Можайск, Вязьма и Ржев.
С 28 июля 1944 года управление дивизии перебазировалась на Гомельский аэроузел. В состав дивизии вошли 6 полков:
- 651-й истребительный авиационный полк ПВО на самолётах  Киттихаук и Аэрокобра — Орешково;
- 862-й истребительный авиационный полк ПВО на самолётах Харрикейн и Аэрокобра — Брянск;
- 785-й истребительный авиационный полк ПВО на самолётах Ла-5 — Гомель;
- 827-й истребительный авиационный полк ПВО на самолётах Як-1 и Як-7 — Мозырь;
- 963-й истребительный авиационный полк ПВО на самолётах Харрикейн, Як-1 и Як-7б — Хомяково.
- 1006-й истребительный авиационный полк ПВО на самолётах Як-7 и Як-9 — Хомяково.

В августе 651-й истребительный авиационный полк ПВО перебазирован на аэродром Брянск, в октябре 963-й истребительный авиационный полк ПВО также перебазирован на аэродром Брянск, а 862-й истребительный авиационный полк ПВО с аэродрома Брянск на аэродром Мозырь. В сентябре  1006-й истребительный авиационный полк ПВО убыл в состав 148-й иад ПВО на аэродром Бобруйск, а в октябре 827-й истребительный авиационный полк ПВО и 651-й истребительный авиационный полк ПВО убыли в состав 36-й иад ПВО на аэродром Люблин. В состав дивизии вошел 652-й истребительный авиационный полк ПВО на самолётах  Киттихаук, Як-1, Як-7 и Як-9  с базированием на аэродроме Коростень.
С августа 1944 года дивизия выполняет боевую задачу уничтожения авиации противника на дальних подступах к Туле, железнодорожных узлов: Брянск, Узловая, Гомель, Калинковичи. В задачу дивизии также входило не допущение бомбардировочных и разведывательных действий авиации противника в районах железнодорожных магистралей Таруса-Тула-Горбачево, Брянск - Гомель - Калинковичи; железнодорожных мостов через Сож в районе Гомеля, Днепр у Речицы, Припять у Мозыря, Березина у Шацилии.
С января 1945 года дивизия получила новую боевую задачу - уничтожения авиации противника в районах Познань и Быдгощь с передислокацией на аэродромы Познань (управление дивизии, 652-й иап, 862-й иап) и Быдгощь (963-й иап). 785-й истребительный авиационный полк ПВО оставался на аэродроме Гомель. С 8 апреля полки дивизии перебазированы на новые аэродромы и приступили к выполнению боевой задачи. 
Боевой состав дивизии на 9 мая 1945 года:
- 963-й истребительный авиационный полк ПВО 32 летчика, 29 Як-9 и 1 Як-7, Быдгощ;
- 862-й истребительный авиационный полк ПВО 27 летчиков, 23 Аэрокобра, Познань;
- 652-й истребительный авиационный полк ПВО 30 летчиков, 9 Як-9, 2 Як-7, 2 Як-1, Познань.

В составе действующей армии дивизия находилась с 1 июля 1943 года по 1 октября 1943 года и с 27 июля 1944 года по 9 мая 1945 года.

## Послевоенная история дивизии
После войны дивизия продолжала входить в состав Западного фронта ПВО, а с декабря в состав Западного округа ПВО. В феврале 1946 года дивизия вошла во вновь сформированную 20-ю воздушную истребительную армию ПВО Западного округа ПВО. В связи со значительными сокращениями Вооружённых Сил после войны на основании директивы ГШ ВС СССР № орг/3/46964 от 23.05.1946 г. и директивы Командующего ИА ПВО ТС № 366490 от 28.05.1946 г. в июле 1946 года 320-я истребительная авиационная дивизия была расформирована в составе 20-й воздушной истребительной армии ПВО на аэродроме Быдгощ в Польше.

## Командир дивизии
| Звание                  | Имя                        | Период                  | Примечание |
| ----------------------- | -------------------------- | ----------------------- | ---------- |
| Полковник               | Коробков Павел Терентьевич | 27.06.1943 — 16.06.1944 |            |
| Подполковник, Полковник | Панов Антон Георгиевич     | 17.06.1944 — 01.07.1946 |            |

## В составе объединений
| Дата          | Фронт (округ)        | Зона ПВО (ВВС округа) | Армия (дивизия ПВО)                     | Примечания |
| ------------- | -------------------- | --------------------- | --------------------------------------- | ---------- |
| 27.06.1943 г. | Московский фронт ПВО |                       | 1-я воздушная истребительная армия ПВО  | -          |
| 10.07.1943 г. | Западный фронт ПВО   |                       | 1-я воздушная истребительная армия ПВО  | -          |
| 21.04.1944 г. | Северный фронт ПВО   | -                     | 1-я воздушная истребительная армия ПВО  | -          |
| 24.12.1944 г. | Западный фронт ПВО   | -                     | 84-я дивизия ПВО                        | -          |
| 01.04.1945 г. | Западный фронт ПВО   | 5-й корпус ПВО        | -                                       | -          |
| 09.05.1945 г. | Западный фронт ПВО   | 5-й корпус ПВО        | -                                       | -          |
| 10.06.1945 г. | Западный округ ПВО   |                       | 20-я воздушная истребительная армия ПВО |            |

## Части и отдельные подразделения дивизии
За весь период своего существования боевой состав дивизии претерпевал изменения, в различное время в её состав входили полки:
| Период                        | Части                                            | Примечание                     |
| ----------------------------- | ------------------------------------------------ | ------------------------------ |
| 09.06.1943 г. — 29.07.1944 г. | 12-й гвардейский истребительный авиационный полк | Передан в состав 318-й иад ПВО |
| 09.06.1943 г. — 28.07.1944 г. | 16-й истребительный авиационный полк             | Передан в состав 319-й иад ПВО |
| 09.06.1943 г. — 28.07.1944 г. | 126-й истребительный авиационный полк            | Передан в состав 317-й иад ПВО |
| 09.06.1943 г. — 28.07.1944 г. | 429-й истребительный авиационный полк            | Передан в состав 319-й иад ПВО |
| 09.06.1943 г. — 28.07.1944 г. | 488-й истребительный авиационный полк            | Передан в состав 317-й иад ПВО |
| 25.07.1944 г. — 07.07.1946 г. | 963-й истребительный авиационный полк            | Расформирован                  |
| 28.07.1944 г. — 01.10.1944 г. | 827-й истребительный авиационный полк            | Передан в состав 36-й иад ПВО  |
| 28.07.1944 г. — 15.07.1946 г. | 862-й истребительный авиационный полк            | Расформирован                  |
| 29.07.1944 г. — 14.02.1945 г. | 785-й истребительный авиационный полк            | Передан в состав 148-й иад ПВО |
| 29.07.1944 г. — 08.09.1944 г. | 1006-й истребительный авиационный полк           | Передан в состав 148-й иад ПВО |
| 01.08.1944 г. — 01.10.1944 г. | 651-й истребительный авиационный полк            | Передан в состав 36-й иад ПВО  |
| 10.03.1945 г. — 01.07.1946 г. | 652-й истребительный авиационный полк            | Расформирован                  |

## Участие в операциях и битвах
- прикрытие войск и объектов тыла.
- ПВО Полтавского аэроузла (Миргород, Пирятин), используемого авиацией союзников для «челночных» налётов на Германию с 20 мая 1944 года по 23 ноября 1944 года[12].
- прикрытие войск 1-го и 2-го Белорусских фронтов, Киевского военного округа — с 1 января 1945 года.
- прикрытие войск Белорусско-Литовского военного округа — с 1 февраля 1945 года.
- прикрытие войск 1-го Белорусского фронта в период проведения Берлинской операции с 16 апреля 1945 года по 8 мая 1945 года.

## Отличившиеся воины дивизии
- Крюков Константин Алексеевич, старший лейтенант, заместитель командира эскадрильи 12-го гвардейского истребительного авиационного полка Указам Президиума Верховного Совета СССР от 29 марта 1944 года удостоен звания Герой Советского Союза. Золотая Звезда № 3177.

## Базирование
| Период            | Аэродром       |
| ----------------- | -------------- |
| 06.1945 — 07.1946 | Быдгощ, Польша |